# Mads Bech Sørensen
Mads Bech Sørensen (født 7. januar 1999 i Østbirk) er en dansk fodboldspiller, der spiller for FC Midtjylland.

## Karriere
Han spillede i Østbirk IF, indtil han var 12 år gammel, hvorefter han skiftede til AC Horsens.

### AC Horsens
Bech fik sin debut for AC Horsens den 3. maj 2016 i en alder af 16, da han startede ind og spillede de første 75 minutter, inden han blev udskiftet med Malthe Boesen i 1-1-kampen mod HB Køge i 1. division. Han blev samtidig den yngste debutant for AC Horsens nogensinde (den blev derefter stukket af Jeppe Kjær ). Han spillede seks kampe i 2014-15-sæsonen.
Bech skrev under på en ny toårig aftale den 9. juni 2015, som igen den 28. maj 2016 blev forlænget med tre år.

### Brentford
Den 31. juli 2017 blev det offentliggjort, at Bech skiftede til Brentfords B-hold i Championship på en fireårig aftale for en ukendt transfersum.